# Diclehan Baban
Diclehan Baban (* 3. Mai 1934 in Istanbul; † 3. Dezember 1978 ebenda) war eine türkische Schauspielerin.

## Leben und Karriere
Baban wurde am 3. Mai 1934 in Istanbul geboren. Ihre Karriere begann in den 1950er-Jahren, als sie zunächst als Sängerin bei Radio Istanbul arbeitete, bevor sie in den 1960er-Jahren in die Filmindustrie einstieg.
Ihr Schauspieldebüt gab sie 1960 in dem Film Şoför Nebahat. Zu ihren bekanntesten Werken gehören Filme wie Kara Gözlüm und Kezban Paris’te. Sie verstarb am 3. Dezember 1978 in Istanbul im Alter von 44 Jahren an Krebs. Ihr Leichnam wurde auf dem Edirnekapı-Friedhof im Istanbuler Stadtteil Eyüpsultan beigesetzt.

## Filmografie (Auswahl)
- 1960: Elveda Hatıralar
- 1960: Küçük Kahraman
- 1960: Namus Uğruna
- 1962: Acı Ve Tatlı
- 1962: Çiğdem
- 1962: Geçti Buranın Pazarı
- 1962: İkimize Bir Dünya
- 1962: Kadın Ve Tabanca
- 1962: Neşemizi Bulalım
- 1962: Seni Bekleyeceğim
- 1962: Şoförün Aşkı
- 1964: Avare Yavru Filinta Kovboy
- 1964: Ayrılan Yollar
- 1964: Dağ Başını Duman Almış
- 1964: Gel Barışalım
- 1964: Hızlı Yaşayanlar
- 1968: Bin Yıllık Yol
- 1968: İlk ve Son
- 1968: Mezarım Mermerden Olsun
- 1968: Ömrümün Tek Gecesi
- 1969: Acı Yalan
- 1969: Ana Yüreği
- 1969: Asi Kabadayı
- 1969: Aşk Bu Değil
- 1969: Aşk Yarası Derindir
- 1969: Belanın Yedi Türlüsü
- 1969: Deli Murat
- 1969: Devlerin Aşkı
- 1969: Galatalı Fatma
- 1969: Gülnaz Sultan
- 1969: Gurbette Ölenler
- 1970: Meçhul Kadın
- 1971: Hesabı Görelim
- 1971: Katil Kim
- 1971: Kezban Paris'te
- 1971: Kiralık Katil
- 1971: Mualla
- 1971: Saraylar Meleği
- 1971: Şerefimle Yaşarım
- 1971: Sevdiğim Uşak
- 1971: Sezercik Yavrum Benim
- 1974: Kanlı Sevda
- 1976: Yarınsız Adam